# 오제촌 (야마구치현)
오제촌(小瀬村)은 야마구치현 구가군에 설치되었던 촌이다. 현재의 이와쿠니시에 해당한다.

## 역사
- 1889년 4월 1일 - 정촌제 시행에 의해 구가군 오제촌이 성립하였다.
- 1955년 4월 1일 - 이와쿠니시에 편입, 동일 오제촌은 폐지되었다.

## 교통

### 철도
촌역에 일본국유철도 산요신칸센이 지나가지만, 당시엔 미개통

### 도로
현재는 산요고속도로가 구촌 지역을 통과하지만 당시에는 미개통 상태였다

## 참고문헌
- 角川日本地名大辞典 35 山口県